# Erzgebirgs-Rundfahrt 1982
Das Radrennen Erzgebirgs-Rundfahrt 1982 war ein Straßenradsportwettbewerb in der DDR, der als Eintagesrennen für Amateure veranstaltet wurde.

## Rennverlauf
Die Erzgebirgs-Rundfahrt 1982 war die 12. Austragung der Erzgebirgs-Rundfahrt, die nach 21 Jahren Unterbrechung wieder ausgerichtet wurde. 59 Radrennfahrer der DDR-Leistungsklasse und einige Sportler aus Betriebssportgemeinschaften (BSG) stellten sich in Karl-Marx-Stadt dem Starter. Der Kurs führte über die Distanz von 160 Kilometern über Wolkenstein zurück ins Ziel. Schwüles Wetter und starker Wind stellten neben den zahlreichen Anstiegen die Herausforderungen für die Fahrer dar.
Nach 30 Kilometern startete Lutz Lötzsch die erste Attacke, die ihm bis zu drei Minuten Vorsprung einbrachte. Nach 80 Kilometern war das Feld wieder heran und auf Initiative von Dan Radtke bildete sich eine Spitzengruppe mit 13 Fahrern. Neun Fahrer kamen gemeinsam ins Ziel. Aus der Gruppe gewann Thomas Barth den Endspurt knapp vor Olaf Jentzsch.
|     | Fahrer            | Verein                        | Zeit (h) |
| --- | ----------------- | ----------------------------- | -------- |
| 01. | Thomas Barth      | SG Wismut Gera                | 4:39:47  |
| 02. | Olaf Jentzsch     | SC Cottbus                    | 4:39:47  |
| 03. | Andreas Petermann | SC DHfK Leipzig               | 4:39:47  |
| 04. | Thilo Fuhrmann    | BSG Rotation Heidenau         | 4:39:47  |
| 05. | Hardy Gröger      | ASK Vorwärts Frankfurt (Oder) | 4:39:47  |
| 06. | Frank Herzog      | SC DHfK Leipzig               | 4:39:47  |
| 0   |                   |                               |          |